# 生態學 (期刊)
《生態學》（英語：Ecology）為一本關於生態學的科學期刊（勿與《生態學期刊》（Journal of Ecology）混為一談）。該期刊是由美國生態學協會於1920年發行。

## 外部連結
- 《生態學》正式網站 （页面存档备份，存于）
- JSTOR的存檔 （页面存档备份，存于）